# Trattamento dei disturbi mentali
Il trattamento dei disturbi mentali è l'applicazione di metodi e processi della psicologia clinica o della psichiatra al fine di modificare, migliorare o curare determinate condizioni psicopatologiche.
Va premesso che vi sono varie forme di disturbi psichici, che vanno necessariamente trattate in maniera diversa.
Tradizionalmente il trattamento dei disturbi psichici poteva essere effettuato:
- mediante istituzionalizzazione dell'ammalato in una struttura appositamente destinata;
- in regime di ricovero ospedaliero;
- in regime ambulatoriale.

In Italia, la legge 180/78 ha imposto la chiusura dei vecchi manicomi e ha istituito i Servizi di igiene mentale, regolamentando il trattamento sanitario obbligatorio (TSO). È pertanto venuta a cadere la prima delle tre possibilità, grazie anche alla disponibilità attuale di adeguati trattamenti farmacologici che evitano l'istituzionalizzazione del paziente per lunghi periodi.
Il trattamento intraospedaliero di questi disturbi è riservato a casi selezionati, ed è generalmente limitato alle fasi di riacutizzazione.
Per la stragrande maggioranza dei casi, attualmente il trattamento viene eseguito in regime ambulatoriale, giacché i mezzi terapeutici attualmente a disposizione garantiscono ai pazienti affetti da disturbi mentali una autonomia sufficiente a permetterne una vita di relazione in famiglia e nella comunità.

## Il consenso informato
A prescindere dal tipo di trattamento che si intende utilizzare, è necessario che il paziente esprima un consenso libero e informato dato che, pur nei limiti imposti dalle sue condizioni e del suo bagaglio culturale, conserva il diritto all'autodeterminazione.
Questo diritto si fonda sugli articoli 13 e 32 della Costituzione Italiana, che affermano rispettivamente l'inviolabilità della libertà personale e il diritto a non essere sottoposti a un determinato trattamento sanitario se non per disposizione di legge. In quest'ultimo caso si parla di trattamento sanitario obbligatorio, esplicitamente previsto dalla legge 180/78 e successivamente regolamentato dalla 833/78 (Riforma Sanitaria).
L'acquisizione di questo consenso, indispensabile in tutti i tipi di trattamento medico o chirurgico, assume un ruolo ancora più importante in campo psichiatrico, data la complessità della relazione che si instaura tra medico e paziente. Per questo motivo, il consenso in ambito psichiatrico non si esaurisce in una semplice istanza di trattamento formulata all'inizio della cura, ma va visto piuttosto come una intesa costante all'interno di un rapporto di fiducia continuativo.
Il consenso del paziente non ha valore se il paziente è giuridicamente interdetto o se è incapace (in condizione permanente o transitoria) di intendere e di volere. In tutti gli altri casi il paziente, anche se affetto da una malattia mentale, mantiene la potestà di essere informato e di esprimere un consenso o un dissenso.

## Tipi di trattamento

### Trattamento farmacologico
Attualmente sono a disposizione diverse classi di farmaci psicotropi:
- antidepressivi, per le varie forme di depressione, disturbi d'ansia o dello spettro ossessivo;
- ansiolitici, per i disturbi d'ansia e problemi correlati quali insonnia e attacchi di panico;
- stabilizzatori dell'umore, usati nei disturbi dell'umore di tipo bipolare;
- psicostimolanti, usati nei disturbi dell'attenzione;
- antipsicotici, usati nei disturbi psicotici e non (disturbi dell'umore, disturbo ossessivo-compulsivo, schizofrenia).

Malgrado questa classificazione sia abbastanza netta, la sovrapposizione dei vari tipi di azione farmacologica fra una classe e l'altra fa sì che un farmaco appartenente a una classe possa venire efficacemente usato anche per i disturbi di un'altra categoria. Questo tipo di utilizzo, a volte consentito, potrebbe comunque sfociare nella comparsa di effetti collaterali indesiderati dei quali è bene che il paziente venga messo al corrente prima dell'inizio dell'eventuale trattamento. Nei casi in cui questo uso non sia consentito, si parla di utilizzo off-label.

### Psicoterapia
Una fondamentale alternativa o integrazione al trattamento farmacologico è costituita dalla psicoterapia. La psicoanalisi, tecnica terapeutica e insieme di teorie esplicative del funzionamento mentale e del suo sviluppo che aveva dominato fino agli anni settanta è andata progressivamente perdendo terreno, pur rimanendo ancor oggi un'opzione largamente utilizzata.
Le teorie e le terapie psicoanalitiche e psicodinamiche in generale hanno risentito dell'impatto con due diverse ondate contemporanee: quella della psichiatria biologica e quella della psicologia cognitiva, che hanno posto in dubbio da lati opposti il valore delle conoscenze psicoanalitiche.
Da un lato (psichiatria biologica) è stato contestato il principio di una causalità psicogena dei disturbi psichici alla base della teoria e pratica psicoanalitica, dall'altro (psicologia cognitiva) è stato contestato il valore scientifico delle osservazioni psicologiche di derivazione psicoanalitiche nonché la loro stessa efficacia terapeutica. Gran parte delle cattedre universitarie e delle posizioni direzionali nei Servizi pubblici, che negli anni ottanta vedevano una certa prevalenza di psicoanalisti, sono state conquistate da queste correnti con un'importante ricaduta sulle scelte di trattamento.
Al di là delle specifiche tecniche che è possibile usare in alcuni disturbi, gli psicoterapeuti di oggi tendono a servirsi di un approccio eclettico o integrato, basato sulla relazione medico-paziente e sulla continuità del rapporto di fiducia.

### Altri tipi di trattamento
Le cosiddette terapie fisiche, più o meno invasive, quali fototerapia, elettroshock o terapia elettroconvulsivante, stimolazione magnetica (tms), vengono proposte in casi selezionati o, secondo l'orientamento delle direzioni sanitarie, molto limitati, laddove si presenti una risposta insoddisfacente agli altri approcci terapeutici, mentre sono state abbandonate alcune pratiche della psicochirurgia (principalmente la lobotomia prefrontale completa, i cui effetti collaterali non sono prevedibili).
Terapie di tipo "ludico" o "creativo" quali musicoterapia, ippoterapia, pet therapy, art therapy, drama therapy possono trovare il loro impiego in casi selezionati, in cui vi sia la sicurezza di un efficace supporto familiare o sociale. In Italia importanti approcci nel rapporto teatro-disturbi mentali sono stati fatti nei laboratori teatrali di Franco Basaglia, con la nascita successiva di vari progetti a livello nazionale ed europeo.
Da ultimo, non è da trascurare il ruolo dell'effetto placebo nel condizionare molti tipi di intervento terapeutico.

#### Occupazione assistita
L'occupazione assistita è una forma di assistenza tramite la quale le persone con disabilità, tra cui disabilità intellettive, malattie mentali, lesioni cerebrali traumatiche ecc. sono assistite per l'ottenimento e il mantenimento di un lavoro.
L'occupazione assistita è stata sviluppata negli Stati Uniti negli anni '70 per le persone con disabilità in contesti di lavoro competitivi (ad esempio, imprese, uffici, impianti di produzione). Dalla metà degli anni '80, l'occupazione assistita nella letteratura professionale ha fatto riferimento principalmente al modello di "collocamento individuale" tramite job coach.
Inizialmente il job coach impara a conoscere le capacità professionali dell'individuo trascorrendo del tempo con lui o lei. Successivamente, viene condotta una ricerca di lavoro, a meno che la persona non abbia un lavoro a cui tornare. In questo caso il job coach aiuta a negoziare un ritorno al lavoro. Una volta al lavoro il job coach organizza o fornisce una serie di supporti sul posto di lavoro che di solito consistono nello svolgere alcuni compiti per consentire l'apprendimento, modellare le abilità sociali e insegnare strategie di problem solving. L’obiettivo è quello di consentire al nuovo assunto di soddisfare le aspettative e diventare un membro prezioso come forza lavoro. Col passare del tempo il job coach si allontana dal lavoro, ma continua a tornare per tenere un polso della situazione su come stanno andando le cose. Se necessario, viene fornito un supporto aggiuntivo.
L'occupazione assistita ha un impatto significativo sul benessere e la qualità della vita delle persone con malattia mentale. Questo approccio offre diversi benefici:
- Aumento dell'autostima e dell'autoefficacia: L'occupazione fornisce alle persone un senso di realizzazione e contribuisce a migliorare la percezione di sé. Sapere di essere in grado di lavorare e contribuire alla società aiuta a rafforzare la fiducia nelle proprie capacità.
- Miglioramento della salute mentale: Il lavoro può fungere da distrazione dalle preoccupazioni legate alla malattia, offrendo un senso di scopo e struttura quotidiana. Questo può ridurre sintomi di ansia e depressione e favorire un miglior equilibrio emotivo.
- Riduzione dell'isolamento sociale: L'occupazione facilita il contatto sociale, permettendo di costruire relazioni interpersonali e di far parte di una comunità lavorativa. Questo può combattere l'isolamento, che è spesso associato a peggioramenti della salute mentale.
- Indipendenza economica: Avere un lavoro, anche assistito, migliora la situazione economica della persona, riducendo lo stress legato a difficoltà finanziarie e aumentando il senso di autonomia.
- Integrazione sociale: L'occupazione assistita favorisce l'inclusione sociale, aiutando le persone con malattia mentale a superare lo stigma e a essere viste come membri attivi e produttivi della società.
- Miglioramento della qualità della vita: Combinando i benefici psicologici, sociali ed economici, l'occupazione assistita contribuisce complessivamente a un miglioramento significativo della qualità della vita delle persone con malattia mentale.

In sintesi, l'occupazione assistita non solo favorisce il recupero della salute mentale, ma promuove anche un'esistenza più soddisfacente e integrata nella comunità, migliorando il benessere globale dell'individuo.